# Outlaw Posse
Outlaw Posse es una película western estadounidense de 2024 escrita, dirigida y protagonizada por Mario Van Peebles.
Outlaw Posse fue estrenada el 1 de marzo de 2024. El actor M. Emmet Walsh tendrá su último papel como Catfish, que antes de su muerte el 19 de marzo de 2024.

## Reparto
- Mario Van Peebles como Chief[3]
- Whoopi Goldberg como Mary[3]
- Cedric the Entertainer como Horatio
- Edward James Olmos como Ossie
- John Carroll Lynch como Carson
- William Mapother como Angel[3]
- Emmet Walsh como Catfish
- Cam Gigandet como Caprice
- Allen Payne como Jeremiah
- Neal McDonough como Bart
- Mandela Van Peebles como Decker
- D.C. Young Fly como Spooky
- Amber Reign Smith como Queenie
- Jake Manley como Southpaw
- Joseph Culp como Sheriff
- Brian Presley como Shotgun
- Sean Bridgers como Alcalde

## Producción
En julio de 2019, se anunció que Van Peebles escribiría, dirigiría y protagonizaría la película.
En noviembre de 2022, se anunció que el rodaje había terminado en Montana.

## Estreno
Outlaw Posse se estrenó en los Estados Unidos en cines selectos el 1 de marzo de 2024.